# Гай Антістій Вет (претор)
Гай Антістій Вет (*Gaius Antistius Vetus, прибл. 110 до н. е. — після 68 до н. е.) — політичний та військовий діяч Римської республіки.

## Життєпис
Походив з плебейського роду Антістіїв. Про його батьків відомо мало. У 70 році до н. е. обіймав посаду претора. У 69—68 роках до н. е. як пропретор керував провінцією Дальня Іспанія. Під його орудою служив квестором Гай Юлій Цезар. Про подальшу долю немає відомостей.

## Родина
- Гай Антістій Вет, консул-суфект 30 року до н. е.